# Muhsin Ertuğral
Muhsin Ertuğral (ur. 15 września 1959 w Stambule) – turecki piłkarz oraz trener.

## Kariera piłkarska
W swojej karierze Ertuğral był zawodnikiem Standardu Liège, KV Mechelen, Unionu Solingen, Eskişehirsporu oraz VfL Sindelfingen. Rozegrał jedno spotkanie w 1. Lig, 16 sierpnia 1987 przeciwko Galatasaray (0:1).

## Kariera trenerska
Podczas kariery trenerskiej Ertuğral prowadził niemieckie drużyny TSV Dagersheim oraz TSV Platternhardt, reprezentację Zairu, a także zespoły Kaizer Chiefs, Santos, Club Africain, SV Mattersburg, Ismaily, Ajax Kapsztad, Sivasspor, Golden Arrows, Mpumalanga Black Aces oraz Orlando Pirates.
Reprezentację Zairu poprowadził na Pucharze Narodów Afryki 1996. Rozegrała na nim trzy spotkania: z Gabonem (0:2), Liberią (2:0) i Ghaną (0:1), po czym odpadła z turnieju w ćwierćfinale.
Wraz z Kaizer Chiefs w 2001 roku wygrał rozgrywki Afrykańskiego Pucharu Zdobywców Pucharów, a w 2007 roku, prowadząc Ajax Kapsztad został uznany trenerem sezonu 2006/2007 Premier Soccer League.